# كمال طاهر
كمال طاهر (بالتركية: Kemal Tahir)‏ هو صحفي ومترجم وكاتب تركي، ولد في 13 مارس 1910 في إسطنبول في تركيا، وتوفي بنفس المكان في 21 أبريل 1973 بسبب نوبة قلبية.

## وصلات خارجية
- كمال طاهر على موقع IMDb (الإنجليزية)
- كمال طاهر على موقع قاعدة بيانات الفيلم (الإنجليزية)